# Za (corporazione)
Le za (座?, letteralmente "sedi") sono state uno dei principali tipi di corporazioni nel Giappone feudale.

## Storia

### Origini
Le za nacquero dalla necessità di cooperare e proteggersi fra mercanti da una parte e templi buddisti e scintoisti dall'altra. I mercanti viaggiavano in gruppo con le proprie merci, per proteggersi dai banditi e dagli abusi dei samurai e dei daimyō. Essi concludevano degli accordi con i templi buddisti e scintoisti per vendere le merci in aree determinate all'interno del recinto del tempio, spesso su piattaforme, sotto la protezione del tempio stesso. La parola za, che significa "sede" o "posto" venne ad indicare anche le corporazioni.
Le più antiche za videro la luce nel Duecento: non si trattava solo di associazioni di artigiani, ma anche di artisti. Ancor oggi gli attori del teatro kabuki e nō sono riuniti in associazioni chiamate za (come la kabuki-za). 
Le za rappresentarono una forza importante nel Trecento e continuarono nella loro forma originale fino alla fine del Cinquecento, quando apparvero nuove forme di organizzazioni commerciali, che le assorbirono. Pur avendo perso potere nella forma originaria, si può dire che l'idea di base delle za, e molto probabilmente anche gli stessi mercanti che le dirigevano, rimasero importanti attori sul mercato fino al Settecento, attraverso numerosi cambiamenti organizzativi e strutturali nel corso dei secoli, prima di essere definitivamente superate da altre organizzazioni, come le ie. 
Sebbene in certi momenti siano state potenti, e beneficiassero di immunità fiscali ed altri privilegi concessi dal governo, le za, almeno nella forma originaria, non ebbero mai il ruolo politico e l'organizzazione interna che ebbero le corporazioni dell'Europa medievale.

### Epoca Muromachi
Tuttavia, solo in epoca Muromachi o Ashikaga (1336 - 1467) le za divennero davvero rilevanti nell'economia giapponese. In quest'epoca si formarono molte za, più numerose ed organizzate, e più strettamente associate ai templi buddisti e scintoisti, nonché all'aristocrazia. Infatti, se molte corporazioni si erano alleate ai templi e monasteri, molte altre si erano alleate con le famiglie della nobiltà kuge, ottenendo protezione in cambio di una parte degli incassi. Per esempio i torrefattori di lievito di Kyoto si erano associati al tempio Kitano Tenman-gū, mentre i venditori ambulanti di olio avevano preso il monastero tendai dell'Enryakuji come loro patrono; i battiloro di Kyoto si erano messi sotto la protezione della famiglia Konoe e i pescivendoli sotto quella della famiglia famiglia Saionji, famiglia particolarmente ricca e potente, che nell'accordo riuscì ad ottenere i due terzi degli incassi del mercato del pesce di Kyoto.
In questo periodo, la crescita dell'agricoltura fu molto rapida nelle campagne del Kinki, e le relative za iniziarono a strutturarsi secondo l'origine territoriale, anziché per mestiere. Queste za rurali erano delle associazioni di contadini proprietari che si riunivano per vendere i loro prodotti agricoli, come l'olio, il bambù, il riso e altre derrate sfuse. Qualche volta questi contadini permettevano anche a dei sensali cittadini di unirsi alla loro corporazione e di agire come loro rappresentanti o di assisterli nei mercati cittadini. Tuttavia, nelle grandi città, dove lo sviluppo economico aveva subito un percorso diverso, le za si formarono sulla base della merce commerciata e si concentrarono nelle diverse contrade cittadine. Ginza, che significa "za dell'argento" ovvero "corporazione degli argentieri", a Tokyo, è uno dei più celebri toponimi che riflettono l'attività economica anticamente svolta.
Verso la fine del periodo Muromachi le za si emanciparono dalle famiglie nobili, dai templi e dai monasteri sotto il cui patronato si erano poste, essendo ormai divenute abbastanza grandi e potenti da difendersi da sole. Questa indipendenza permise inoltre alle za di ottenere maggiori profitti. Le za si resero conto in quel momento che potevano controllare i prezzi di mercato e iniziarono a comportarsi come cartelli di commercianti. La maggior parte delle za sfruttarono il loro controllo del mercato solo nella vendita al dettaglio dei loro prodotti, ma altre, come i concessionari del sale della provincia di Yamato, compravano le materie prime all'ingrosso stipulando degli accordi che davano loro il potere di rifiutare la vendita della stessa materia prima ad altre corporazioni e ad altri mercanti. 
Benché la maggioranza delle za fossero divenute autonome dai loro vecchi protettori, molte rimasero tuttavia impegnate dagli accordi di protezione con le famiglie nobili. In ogni modo il potere delle za crebbe e l'acquisita indipendenza procurò loro dei nemici, fra i quali i loro antichi patroni. Alla fine del periodo Muromachi, alla fine del Quattrocento, nacquero nuove forme di associazioni economiche, meno monopolistiche, che contesero la supremazia delle za.

### Epoche Sengoku e Edo
La guerra di Ōnin del 1467 precipitò il paese in un periodo di caos e di guerre civili, chiamato epoca Sengoku, che durerà più di 130 anni. Ciò nonostante le za continuarono le loro attività e diventarono ancora più potenti, mentre la possibilità di viaggiare e di trasportare le merci attraverso il paese veniva posta sempre più a rischio.
Verso la fine del Cinquecento, a cent'anni dall'inizio dell'epoca Sengoku, Oda Nobunaga prese per breve tempo il controllo del Giappone e stabilì dei mercati "liberi" e delle corporazioni chiamate rispettivamente rakuichi (楽 市) e rakuza (楽 座). Queste portarono un colpo decisivo al potere ed all'influenza delle vecchie za monopolistiche, ma non le sostituirono. Molti altri tipi di associazioni commerciali videro la luce in quel periodo; se formalmente esse sostituirono le za, è probabilmente più corretto dire che il mutamento è stato progressivo ed organico, e che le za hanno continuato ad esistere, semplicemente sotto nuove forme e nuovi nomi. 
Uno dei nuovi tipi di organizzazione si chiamava nakama (仲間), o kabunakama (株仲間) quando era autorizzato dallo shōgun. Queste nuove organizzazioni avevano una struttura di tipo societario: ciascun membro dell'associazione, infatti, riceveva una quota dei profitti totali di tutti i membri della corporazione. Le quote di partecipazione erano personali e non trasmissibili. 
Un altro tipo di associazione commerciale si chiamava toiya (o tonya a Edo): esso fungeva da grossista, operando soprattutto sulle spedizioni e l'immagazzinamento. In quest'epoca Osaka era diventata un grande porto e aveva sostituito Kyoto come principale centro commerciale della nazione. E questo contribuì alla fine delle vecchie za.
Alla fine del periodo Tokugawa le diverse forme di corporazioni avevano guadagnato un significativo grado di legittimità e di potere. In cambio della privativa e di altre forme di aiuti di stato, le corporazioni spartivano i profitti con il governo. Utilizzando un sistema di produzione molto centralizzato, le za avevano fatto sì che negli anni venti del Settecento il 90% di tutta la manifattura della seta in Giappone fosse concentrato a Kyoto. Questa concentrazione produttiva rese molto più facile in seguito la formazione di monopoli industriali, oltre che portare introiti considerevoli al governo imperiale di Kyoto e ai mercanti membri delle diverse associazioni professionali.
Nel corso del Sette e Ottocento i vari tipi di associazioni professionali si trasformarono in organizzazioni più moderne e vicine a quelle Occidentali, dando vita ai gruppi oligopolistici detti zaibatsu con riferimento a prima del 1945 e keiretsu con riferimento al dopoguerra. Alcune corporazioni furono sostituite, superate o disciolte; altre semplicemente si trasformarono, più o meno gradualmente, adottando nuovi modelli commerciali, mentre la tecnologia e la struttura economica del Giappone si evolvevano.